# Abalone
Abalone è un gioco da tavolo astratto di strategia inventato dai francesi Michel Lalet e Laurent Lévi nel 1987.

## Etimologia
Il nome potrebbe derivare da quello di un grosso mollusco marino, l'Haliotis, conosciuto anche come orecchia di mare, ma è possibile anche che questo termine sia nato dalla crasi tra il prefisso ab- e la parola alone, che in inglese significano rispettivamente "lontano da" e "solo".

## Il gioco
Si gioca su un particolare tavoliere esagonale di plastica formato da 61 posizioni cave. Ogni giocatore dispone di 14 biglie di vetro, bianche per un giocatore, nere per l'altro, su due lati contrapposti del tavoliere.
Apre il gioco colui che sceglie le biglie nere; il giocatore di turno può spostare con un'unica mossa 1, 2, o 3 delle proprie biglie, a scelta, di una posizione, in qualsiasi direzione. La condizione è che tali biglie siano adiacenti tra di loro e che formino una linea.
Nello spostamento è possibile spingere le biglie avversarie (ma non le proprie) solo quando il numero delle biglie avversarie è inferiore a quello delle biglie che spingono. Tale mossa viene chiamata sumito. Dato che il numero massimo di biglie che si possono spostare è tre, è ovvio che non si possono mai spostare più di due biglie avversarie. In particolare le tre combinazioni possibili per il sumito sono: 3 contro 2, 3 contro 1 e 2 contro 1. Quando il numero di biglie è lo stesso (1 contro 1, 2 contro 2 e 3 contro 3) si ha invece il pac.
Lo scopo del gioco è quello di spingere fuori dal tavoliere sei biglie avversarie.

## Mosse

Mossa tipo nº 1
Mossa tipo nº 2
Mossa tipo nº 3

## Premi e riconoscimenti
- 1989
  - As d'Or: vincitore[1];
  - Spiel des Jahres: Gioco raccomandato[2];
- 1990
  - Mensa Select: Vincitore;